# 화요일밤의 여자
"화요일밤의 여자"는 1981년에 개봉한 대한민국의 영화이다. 김자옥 등이 주연으로 출연하였고 김영효가 감독을 맡았으며 김치한 등이 제작에 참여하였다.

## 캐스팅
- 김자옥 : 초혜 역
- 한소룡
- 윤일봉
- 신영일
- 이경실
- 김민정
- 최병철
- 김은주
- 김영인
- 최재호
- 오영갑
- 신찬일
- 황건
- 서한나
- 차이선

## 스태프
- 원작자: 유현종
- 조명: 정덕규
- 녹음: 김성찬
- 미술: 김유준